# Odo lycosoides
Odo lycosoides är en spindelart som först beskrevs av Chamberlin 1916.  Odo lycosoides ingår i släktet Odo och familjen taggfotsspindlar.
Artens utbredningsområde är Peru. Inga underarter finns listade i Catalogue of Life.